# Hedrick (Iowa)
Hedrick es una ciudad ubicada en el condado de Keokuk en el estado estadounidense de Iowa. En el Censo de 2010 tenía una población de 764 habitantes y una densidad poblacional de 192,3 personas por km².

## Geografía
Hedrick se encuentra ubicada en las coordenadas 41°10′16″N 92°18′29″O / 41.17111, -92.30806. Según la Oficina del Censo de los Estados Unidos, Hedrick tiene una superficie total de 3.97 km², de la cual 3.97 km² corresponden a tierra firme y (0%) 0 km² es agua.

## Demografía
Según el censo de 2010, había 764 personas residiendo en Hedrick. La densidad de población era de 192,3 hab./km². De los 764 habitantes, Hedrick estaba compuesto por el 98.3% blancos, el 1.18% eran afroamericanos, el 0% eran amerindios, el 0% eran asiáticos, el 0% eran isleños del Pacífico, el 0% eran de otras razas y el 0.52% pertenecían a dos o más razas. Del total de la población el 1.44% eran hispanos o latinos de cualquier raza.